# شهرزاد نظیفی
شهرزاد نظیفی (به انگلیسی: Shahrzad Nazifi) از قهرمانان موتور کراس زنان ایران است. وی در اولین دوره مسابقات قهرمانی موتورکراس بانوان ایران که ۸ آبان ۱۳۸۸ در پیست موتورسواری پارک کوهسار تهران برگزار شد پس از نورا نراقی (دخترش) مقام دوم را به‌دست‌آورد.

## زندگی ورزشی
همسرش مهرشاد نراقی از قهرمانان موتورسواری ایران بود که علاقه به موتورسواری را در او برانگیخت. پس از آن که دخترش، نورا نراقی، نیز به موتورسواری گرایش پیدا کرد تمرینات خود را همراه با دخترش به‌طور جدی پی گرفت. ۸ آبان ۱۳۸۸، در اولین دوره مسابقات قهرمانی موتورکراس بانوان ایران که در پیست موتورسواری پارک کوهسار تهران برگزار شد شرکت کرد و موفق شد پس از دخترش (نورا نراقی) مقام دوم را به‌دست‌آورد.

## آموزش
وی هم‌اکنون در باشگاهی که دختر (نورا نراقی) و همسرش (مهرشاد نراقی) راه‌اندازی کرده‌اند به آموزش موتور کراس به زنان ایران می‌پردازد.

## خانواده
شهرزاد نظیفی بهائی‌ست. همسرش مهرشاد نراقی، دخترش نورا نراقی، پسرش مرآت نراقی، نیز همگی از قهرمانان موتورسواری ایران هستند.

## ممانعت جمهوری اسلامی از ادامهٔ فعالیت ورزشی وی و خانواده‌اش
شهرزاد نظیفی مانند همسرش مهرشاد نراقی، دخترش نورا نراقی و پسرش مرآت نراقی، به دلیل بهائی بودن، توسط نظام جمهوری اسلامی ایران از حضور در فعالیت‌های ورزشی، ممنوع شد.